# Delta Goodrem
Delta Lea Goodrem (Sídney, 9 de noviembre de 1984) es una cantante, pianista y compositora de música pop australiana, además de actriz de televisión. Ha ganado varios premios ARIA y cosechado gran éxito en su país natal, así como en Nueva Zelanda, Irlanda y Reino Unido.

## Biografía
Comenzando su carrera musical, Goodrem grabó un álbum titulado "Delta" a través de un sello independiente, el cual nunca salió a la venta por razones legales. Posteriormente, Sony apostó por ella cuando solo tenía 15 años y lanzó su primer álbum de estudio "Innocent Eyes" (2003) que logró posicionarse en lo más alto de las listas de Australia y Reino Unido. Se convirtió en uno de los álbumes de mayor venta en la historia de la música en Australia, con más de 4 millones de copias vendidas en todo el mundo. Así mismo, los cinco sencillos del disco: "Born to Try", "Lost Without You" , "Innocent Eyes", "Not Me, Not I", y "Predictable" alcanzaron el número 1 de las listas australianas y tres de ellos alcanzando en el top 10 de las listas británicas. Esto le dio el récord de ser la primera artista en tener cinco singles en el Número 1 con un álbum debut.
Está muy implicada con la causa del cáncer, pasando gran parte de su tiempo promoviendo eventos y ONG dedicados a la misma, ya que ella sufrió esta enfermedad a los 18 años, en pleno crecimiento de su carrera. Actualmente está totalmente recuperada.
Posteriormente lanzó los álbumes "Mistaken Identity" (2004), "Delta" (2007) y "Child Of The Universe" (2012) y recientemente "Wings of the wild" (2016).
Ha logrado ocho singles y tres álbumes número 1 en Australia. A partir de la década de 2010, tiene el récord en Australia del álbum de mayor venta de la última década (por "Innocent Eyes") y otro récord por posicionar en lo más alto los cinco singles del mismo. 
Desde el año 2012 se ha prestado como "Coach" del famoso reality "The Voice Australia". En el año 2014 también fue parte de "The Voice Kids Australia" como "Coach".

## Discografía

### Álbumes de estudio
| Año | Título | Posición en la lista | Posición en la lista | Posición en la lista | Posición en la lista | Posición en la lista | Posición en la lista | Posición en la lista | Posición en la lista | Posición en la lista | Posición en la lista | Ventas y Certificaciones                                                         |
| Año | Título | AUSTRALIA            | AUSTRIA              | ALEMANIA             | IRLANDA              | JAPÓN                | HOLANDA              | NUEVA ZELANDA        | SUIZA                | REINO UNIDO          | NIVEL GLOBAL         | Ventas y Certificaciones                                                         |
| --- | --- | -------------------- | -------------------- | -------------------- | -------------------- | -------------------- | -------------------- | -------------------- | -------------------- | -------------------- | -------------------- | -------------------------------------------------------------------------------- |
| 2003 | Innocent Eyes - Primer Álbum de Estudio - Lanzamiento: 21 de marzo de 2003 - Formatos: CD, CD/DVD, casete         | 1                    | 27                   | 20                   | 3                    |                      | 39                   | 6                    | 14                   | 2                    | N/A                  | ARIA: 14× platino BPI: 3× platino RIANZ: 3× platino Ventas Mundiales: 4 millones |
| 2004 | Mistaken Identity - Segundo Álbum de Estudio - Lanzamiento: 8 de noviembre de 2004 - Formatos: CD, CD/DVD, casete | 1                    | 62                   | 59                   | 39                   |                      |                      | 7                    | 50                   | 25                   | 25                   | ARIA: 5× platino BPI: Oro RIANZ: Platino Ventas Mundiales: 2.500.000+            |
| 2007 | Delta - Tercer Álbum de Estudio - Lanzamiento: 20 de octubre de 2007 - Formatos: CD, descarga digital             | 1                    |                      |                      |                      |                      |                      | 12                   |                      |                      |                      | ARIA: 2× platino BPI: - RIANZ: - Ventas Mundiales: 300.000                       |
| "—" denota que el álbum fue lanzado pero no aparece en las listas. un espacio en blanco denota que el álbum no fue lanzado en ese mercado. | |                      |                      |                      |                      |                      |                      |                      |                      |                      |                      |                                                                                  |

### Otros álbumes
| Año  | Título                                                                        | JAPÓN | Notas |
| ---- | ----------------------------------------------------------------------------- | ----- | --- |
| 2006 | Innocent Eyes - Recopilatorio - Lanzado: 16 de octubre de 2006 - Formatos: CD | 19    | Lanzado únicamente en Japón. Contiene canciones de "Innocent Eyes" y "Mistaken Identity" más dos canciones nuevas. |

## Sencillos
| Año                                                                          | Título                                              | Posición en las listas | Posición en las listas | Posición en las listas | Posición en las listas | Posición en las listas | Posición en las listas | Posición en las listas | Posición en las listas | Posición en las listas | Álbum                                                     |
| Año                                                                          | Título                                              | Australia              | Austria                | Alemania               | Irlanda                | Holanda                | Nueva Zelanda          | Suecia                 | Suiza                  | Reino Unido            | Álbum                                                     |
| ---------------------------------------------------------------------------- | --------------------------------------------------- | ---------------------- | ---------------------- | ---------------------- | ---------------------- | ---------------------- | ---------------------- | ---------------------- | ---------------------- | ---------------------- | --------------------------------------------------------- |
| 2001                                                                         | "I Don't Care" *                                    | 64                     | —                      | —                      | —                      | —                      | —                      | —                      | —                      | —                      | Sólo single                                               |
| 2002                                                                         | "Born to Try"                                       | 1                      | —                      | 61                     | 13                     | 18                     | 1                      | —                      | 58                     | 3                      | Innocent Eyes                                             |
| 2003                                                                         | "Lost Without You"                                  | 1                      | 14                     | 27                     | 15                     | 42                     | 4                      | 9                      | 47                     | 4                      | Innocent Eyes                                             |
| 2003                                                                         | "Innocent Eyes"                                     | 1                      | —                      | —                      | 25                     | —                      | 14                     | —                      | —                      | 9                      | Innocent Eyes                                             |
| 2003                                                                         | "Not Me, Not I"                                     | 1                      | —                      | —                      | 25                     | 40                     | 11                     | —                      | —                      | 18                     | Innocent Eyes                                             |
| 2003                                                                         | "Predictable" *                                     | 1                      | —                      | —                      | —                      | —                      | —                      | —                      | —                      | —                      | Innocent Eyes                                             |
| 2004                                                                         | "Throw It Away" (R.U.-Únicamente Single Digital)    | —                      | —                      | —                      | —                      | —                      | —                      | —                      | —                      | —                      | Innocent Eyes                                             |
| 2004                                                                         | "Out of the Blue"                                   | 1                      | 46                     | 54                     | 15                     | —                      | 14                     | —                      | 60                     | 9                      | Mistaken Identity                                         |
| 2005                                                                         | "Mistaken Identity" *                               | 7                      | —                      | —                      | —                      | —                      | —                      | —                      | —                      | —                      | Mistaken Identity                                         |
| 2005                                                                         | "Almost Here" (con Brian McFadden)                  | 1                      | 34                     | 32                     | 1                      | 62                     | —                      | 29                     | 36                     | 3                      | Mistaken Identity                                         |
| 2005                                                                         | "A Little Too Late" *                               | 13                     | —                      | —                      | —                      | —                      | —                      | —                      | —                      | —                      | Mistaken Identity                                         |
| 2005                                                                         | "Be Strong" (Australia-Únicamente Sencillo Digital) | —                      | —                      | —                      | —                      | —                      | —                      | —                      | —                      | —                      | Mistaken Identity                                         |
| 2006                                                                         | "Together We Are One" *                             | 2                      | —                      | —                      | —                      | —                      | —                      | —                      | —                      | —                      | Juegos Commonwealth: Ceremonia de Apertura Melbourne 2006 |
| 2006                                                                         | "Flawed" (Japón-Únicamente descarga digital)        | —                      | —                      | —                      | —                      | —                      | —                      | —                      | —                      | —                      | Innocent Eyes (Japan edition)                             |
| 2007                                                                         | "All Out of Love" (con Westlife)                    | —                      | —                      | —                      | —                      | —                      | —                      | 31                     | —                      | —                      | The Love Album                                            |
| 2007                                                                         | "In This Life"A                                     | 1                      | —                      | —                      | —                      | —                      | 31                     | —                      | —                      | —                      | Delta                                                     |
| 2007                                                                         | "Believe Again"B                                    | —                      | —                      | —                      | —                      | —                      | —                      | —                      | —                      | —                      | Delta                                                     |
| 2005                                                                         | "You will only break my heart" *                    |                        | —                      | —                      | —                      | —                      | —                      | —                      | —                      | —                      |                                                           |
| 2005                                                                         | "I cant break it to my heart (canción)" *           |                        | —                      | —                      | —                      | —                      | —                      | —                      | —                      | —                      |                                                           |
| 2005                                                                         | "Sitting on top of the world" *                     | 7                      | —                      | —                      | —                      | —                      | —                      | —                      | —                      | —                      |                                                           |
| 2005                                                                         | "Dancing with the broken heart" *                   | 7                      | —                      | —                      | —                      | —                      | —                      | —                      | —                      | —                      |                                                           |
| 2005                                                                         | "Wish you where here" *                             | 7                      | —                      | —                      | —                      | —                      | —                      | —                      | —                      | —                      |                                                           |
| 2005                                                                         | "Heart Hypnotic" *                                  | 7                      | —                      | —                      | —                      | —                      | —                      | —                      | —                      | —                      |                                                           |
| * Singles lanzados sólo en Australia \| A Ya en listas \| B Para ser lanzado |                                                     |                        |                        |                        |                        |                        |                        |                        |                        |                        |                                                           |

### DVD
| Año  | DVD |
| ---- | --- |
| 2003 | Delta - Lanzamiento: 13 de octubre de 2003 - Incluye: Vídeos musicales, actuaciones en directo y "detrás de las cámaras". - Posición en las listas: n.º 1 (Australia), n.º 1 (Nueva Zelanda), nº10 (Reino Unido) - Certificación ARIA: 12× platino                     |
| 2005 | The Visualise Tour: Live in Concert - Lanzamiento: 13 de noviembre de 2005 - Incluye: Concierto completo filmado en Sídney, un documental, proyecciones de pantalla y galería de fotos. - Posición en las listas: n.º 1 (Australia) - Certificaciones ARIA: 4× platino |

### Vídeos musicales
| Año  | Canción                         | Director        |
| ---- | ------------------------------- | --------------- |
| 2001 | "I Don't Care"                  | Anthony Rose    |
| 2001 | "A Year Ago Today"              | Fabrizio Lipan  |
| 2002 | "Born to Try"                   | Miikka Lommi    |
| 2003 | "Lost Without You"              | Katie Bell      |
| 2003 | "Innocent Eyes"                 | Michael Gracey  |
| 2003 | "Not Me, Not I"                 | Michael Spiccia |
| 2004 | "Out of the Blue"               | Nigel Dick      |
| 2005 | "Mistaken Identity"             | Michael Spiccia |
| 2005 | "Almost Here"                   | Martin Weisz    |
| 2005 | "A Little Too Late"             | Anthony Rose    |
| 2005 | "Lost Without You" (US)         |                 |
| 2005 | "Be Strong"                     | David Gross     |
| 2005 | "The Analyst"                   | Ash Lyons       |
| 2006 | "Together We Are One"           |                 |
| 2006 | "Flawed"                        |                 |
| 2007 | "In This Life"                  |                 |
| 2007 | "Believe Again"                 | Michael Spiccia |
| 2008 | "You Will Only Break My Heart"  |                 |
| 2008 | "I Can't Break It To My Heart"  |                 |
| 2012 | "Sitting on top of the world"   |                 |
| 2012 | "Dancing with the broken heart" |                 |
| 2012 | "Wish you where here"           |                 |
| 2013 | "TBA"                           |                 |

## Filmografía
| Año  | Formato             | Título                  | Papel              | Notas |
| ---- | ------------------- | ----------------------- | ------------------ | --- |
| 1993 | Serie de televisión | Hey Dad..!              | Cynthia Broadhurst | Apareció en el episodio The Real Ladies Man.                                                                                           |
| 1993 | Serie de televisión | A Country Practice      | Georgina Bailey    | |
| 1995 | Serie de televisión | Police Rescue           | Shopie Harris      | Apareció en el episodio Conduct Endangering Life.                                                                                      |
| 2002 | Serie de televisión | Neighbours              | Nina Tucker        | Miembro regular del reparto hasta mediados de 2003. Volvió a aparecer una semana en 2004 y en el episodio del 20 aniversario, en 2005. |
| 2004 | Serie de televisión | North Shore             | Taylor Ward        | Apareció en los episodios The Ex-Games y The End.                                                                                      |
| 2005 | Película            | Hating Alison Ashley    | Alison Ashley      | Debut en el cine |
| 2023 | Película            | El amor está en el aire | Dana Randall       | Protagonista |